# Люди в океані
Люди в океані (рос. Люди в океане) — радянський художній фільм 1980 року, знятий на кіностудії «Мосфільм».

## Сюжет
На далекосхідних рубежах країни служать радянські прикордонники. Їхнє життя в нелегких умовах наповнене звичайними людськими турботами і радощами. Але часто звичний плин життя порушується, тому що поруч кордон і океан, що таїть в собі небезпеку цунамі…

## У ролях
- Вадим Спиридонов — Валерій Михайлович Орєхов, капітан, командир прикордонної застави
- Олег Лі — Ван, шкіпер китайської риболовецької шхуни
- Борис Сморчков — Степан Батіщев, мічман, командир прикордонного катера
- Борис Галкін — Саня Пряхін, матрос
- Світлана Тома — Катя, сейсмолог, вдова з дитиною
- Лариса Удовиченко — Людмила Стрельникова, лейтенант
- Володимир Заманський — Краснов, доктор
- Тетяна Кравченко — Ніна Орєхова, дружина капітана
- Олександр Кім — епізод
- Сергій Цигаль — матрос Шахбазян
- Валентина Березуцька — Антоніна Петрівна, кухарка
- Віктор Уральський — маячник
- Валерій Фролов — сержант Бодров
- Олександр Савченко — епізод
- Володимир Бадов — епізод
- Дарина Чухрай — Танечка
- Світлана Смирнова — Іринка
- Данило Ніколаєв — Валера Орєхов
- Світлана Філатова — епізод
- Михайло Бучин — епізод

## Знімальна група
- Режисер — Павло Чухрай
- Сценаристи — Едуард Володарський, Павло Чухрай
- Оператори — Михайло Ардаб'євський, Володимир Шевцик
- Композитор — Марк Мінков
- Художник —  Олександр Кузнєцов